# Кафедра Святого Петра

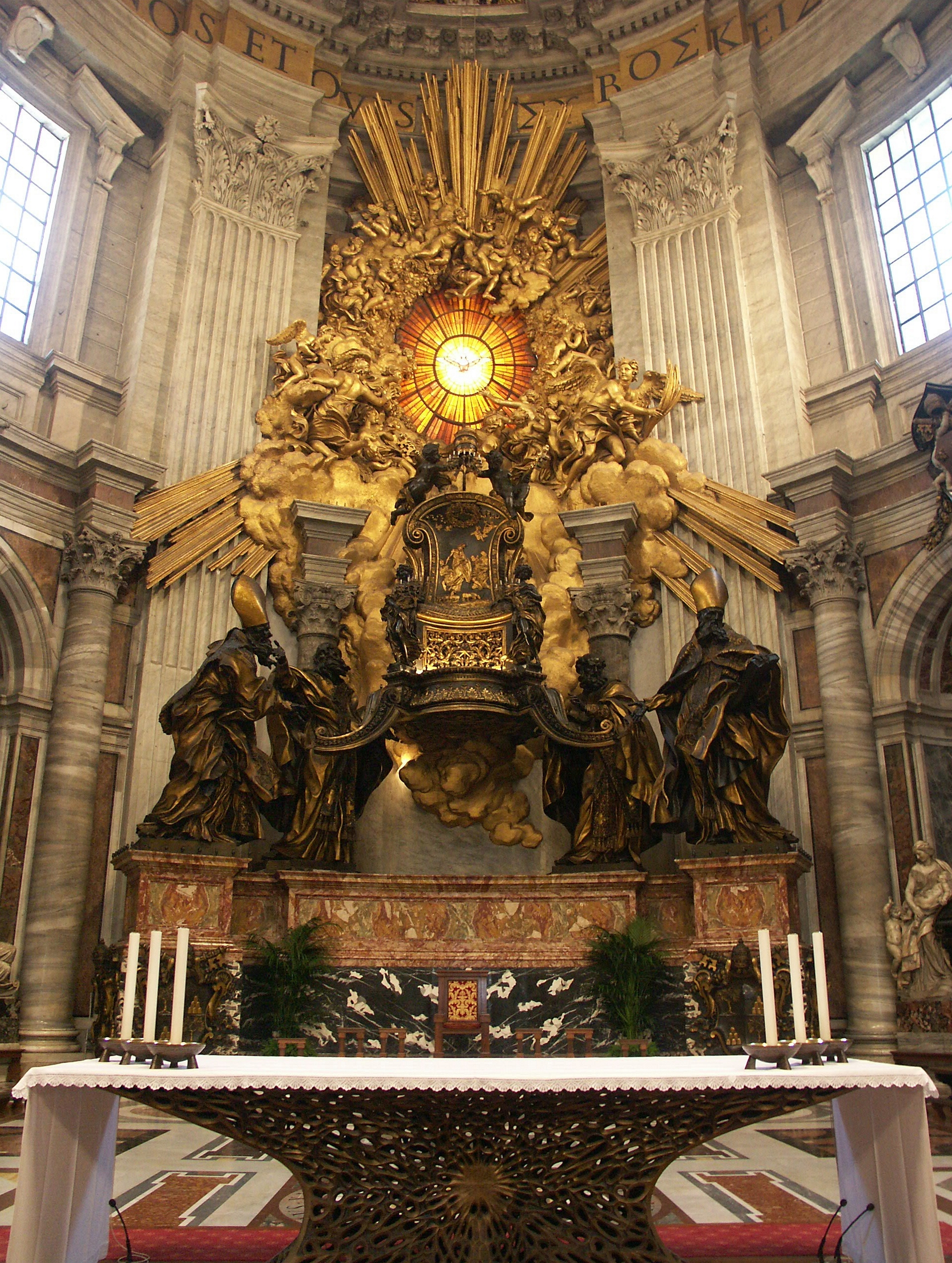
Кафедра Святого Петра в соборе Святого Петра

Кафедра Святого Петра — скульптурная композиция в алтарном пространстве собора Святого Петра в Ватикане, созданная Джованни Лоренцо Бернини. В католическом богословии термин употребляется как синоним папской власти. В честь кафедры Святого Петра отмечается одноимённый католический праздник 22 февраля.

## Кафедра Бернини
Кафедра Святого Петра находится в апсиде собора Святого Петра и венчает её главный неф, завершая перспективу колоссального здания. Кафедра содержит в себе древнюю христианскую реликвию — деревянный трон св. апостола Петра, который по церковному преданию принадлежал апостолу. Реликвия была подарена папе Иоанну VIII Карлом Лысым в 875 году.
Кафедра создана из позолоченной бронзы Джованни Лоренцо Бернини в 1657—1666 годах и считается одним из главных шедевров мастера. После создания кафедры Бернини деревянный трон находится внутри неё и скрыт от глаз, однако в 1867 году в празднование 1800-летия мученичества апостолов Петра и Павла он выставлялся для почитания верующими.
По средневековой традиции реликварий, содержащий святыню, должен в той или иной степени повторять её форму. Поэтому центральной частью кафедры служит бронзовый трон с ажурной спинкой, украшенной барельефом «Христос вручает ключи апостолу Петру». Трон окружён фигурами ангелов и поддерживается статуями четырёх великих Учителей Церкви, причём двое западных учителей, Амвросий Медиоланский и Аврелий Августин, находятся с внешней стороны и изображены в западных митрах; а двое восточных, Иоанн Златоуст и Афанасий Великий находятся с внутренней стороны трона и изображены с непокрытой головой.
Кафедра освещена витражным окном, расположенным над ним. Витраж имеет овальную форму, набран из тонких алебастровых пластин, в его центре изображён голубь, парящих в лучах Солнца — символ Святого Духа. Окно окружено многочисленными фигурами ангелов. Масштаб всей композиции подчёркивает тот факт, что размах крыльев голубя, который кажется зрителю относительно небольшим, составляет около 3 метров.

## Богословский термин
В католическом богословии термин «кафедра Святого Петра» имеет важное значение как символ папской власти. Кафедра в христианстве с ранних времён служила символом власти епископа, поскольку апостол Пётр считается в католицизме первым епископом Рима, римская епископская кафедра именуется «кафедрой Святого Петра». В связи с этим в папскую титулатуру входят титулы «Епископ Римский» и «Преемник князя апостолов».
Папа, Епископ Римский и преемник св. Петра, есть постоянное и видимое начало и основа единства и епископов и множества верных

## Праздник
В современном литургическом календаре римского обряда 22 февраля отмечается праздник кафедры апостола Петра. Праздник существует в Западной Церкви с IV века, составленный в Риме в первой половине IV века мартиролог Depositio martyrum приводит дату 22 февраля как дату праздника кафедры апостола Петра. Однако впоследствии на Западе отмечались два праздника — дата 22 февраля закрепилась за праздником «Кафедра св. Петра, Антиохийская» (согласно церковному преданию апостол Пётр возглавлял церковь Антиохии прежде чем стал епископом Рима), а 18 января отмечался праздник «Кафедра св. Петра, Римская». Данная практика вошла в традицию местных календарей с XI века, позднее распространилась на всю Западную Церковь.
После литургической реформы Второго Ватиканского собора в календаре осталась только дата 22 февраля без уточнения названия кафедры. Евангельское чтение этого дня (Мф. 16:13-19) повествует об исповедании Петром Иисуса Христом, создании Церкви на Петре, как на камне, и вручении ему ключей Царства Небесного.